# سارا هولت
سارا هولت (بالإنجليزية: Sara Holt)‏ هي مصورة أمريكية، ولدت في 14 مارس 1946 في لوس أنجلوس في الولايات المتحدة.

## وصلات خارجية
- الموقع الرسمي